# همه‌پرسی قانون اساسی الجزایر ۱۹۶۳
یک همه‌پرسی قانون اساسی که در تاریخ ۸ سپتامبر ۱۹۶۳ در الجزایر برگزار شد. قانون اساسی جدید توسط مجلس مؤسسان منتخب در سال ۱۹۶۲ تنظیم شده بود که با مشارکت ۸۲٫۷ درصدی و رای موافق ۹۸ درصد از رأی دهندگان به تصویب رسید.

## نتایج
| 'گزینه                          | رای       | %     |
| ------------------------------- | --------- | ----- |
| موافق                           | ۵٬۱۶۶٬۱۸۵ | ۹۸٫۰۱ |
| مخالف                           | ۱۰۵٬۰۴۷   | ۱٫۹۹  |
| آرای نامعتبر/سفید               | ۱۳٬۳۷     | -     |
| مجموع                           | ۵٬۲۸۳٬۹۴۷ | ۱۰۰   |
| رای‌دهندگان ثبت نام شده / مشارکت | ۶٬۳۹۱٬۸۱۸ | ۸۲٫۷  |
| منبع: دموکراسی مستقیم           |           |       |